# راميرو كانوفاس
راميرو كانوفاس (بالإسبانية: Ramiro Canovas)‏ هو لاعب كرة قدم أرجنتيني في مركز الدفاع، ولد في 6 أغسطس 1981 في بوينس آيرس في الأرجنتين. لعب مع أتلانتا سيلفرباكس.

## وصلات خارجية
- راميرو كانوفاس على موقع قاعدة بيانات كرة القدم.إي يو (الإنجليزية)
- راميرو كانوفاس على موقع Soccerway.com (الإنجليزية)